# Parmenon
Parmenon von Byzanz war ein griechischer Dichter des 3. Jahrhunderts v. Chr. Die wenigen erhaltenen Bruchstücke lassen vermuten, dass er in Ägypten wirkte.

## Weblink
Stephani Byzantii Ethnica Volume 1 Alpha - Gamma in der Google-Buchsuche